# Alda Balestra
Pour les articles homonymes, voir Balestra.
Alda Balestra (née le 14 août 1954 à Trieste) est un ancien mannequin italien.

## Biographie
À l'âge de 16 ans, Alda Balestra est couronnée « Miss Italie » en 1970 à Salsomaggiore Terme. Elle se marie en 1990 avec Frantz von Stauffenberg. Aujourd'hui, elle produit des films en relation avec la mode.